# Каримов, Ильгиз Мустафович
Ильги́з Муста́фович Кари́мов (10 января 1942, Кляшево, Чишминский район, Башкирская АССР, СССР — 14 марта 2019, Москва, Россия) — русский писатель и переводчик. Член Союза писателей СССР с 1982 года.

## Биография
Ильгиз Каримов родился 10 января 1942 года в деревне Кляшево Чишминского района БАССР. В 1967 году окончил МГУ. С 1972 года работал в Государственном комитете по телевидению и радиовещанию Совета министров СССР, в 1973 году был назначен заведующим отделом журнала «Молодой коммунист». До 1977 года был сотрудником газеты «Литературная Россия», в 1974 году стал заведующим отделом издания. В 1997-2005 гг. — сотрудник журнала «Оракул» (с 2002 года — заведующий отделом).
В 2013 году учредил Фонд имени Мустая Карима совместно с дочерью Мустая Карима Альфиёй Каримовой и внуком поэта Тимербулатом Каримовым.
Скончался 14 марта 2019 года в Москве после болезни. Похоронен 17 марта на Волковском кладбище в г. Мытищи Московской области.

## Семья
Сын Народного поэта Башкортостана Мустая Карима.
- Жена — Назифа Харисовна Каримова
- Сын — Нияз Ильгизович Каримов
- Дочь — Айгуль Ильгизовна Каримова[6]

## Литературная, переводческая и публицистическая деятельность
Один из составителей полного академического собрания сочинений Мустая Карима, книги воспоминаний «Год без Мустая» (2006), сборников стихов Мустая Карима, Расула Гамзатова, Давида Кугультинова, Кайсына Кулиева «Я — россиянин» (2007), сборников стихов Мустая Карима «Покатилось сердце моё» (2011), «Возвращение» (2014).
Перевёл на русский язык произведения своего отца:
- «Долгое-долгое детство» (1977)
- «Петушиная мельница» (1979)
- «Коня Диктатору!» (1984)
- «Деревенские адвокаты» (1989)
- «Пеший Махмут» (1989)
- «Помилование» (1989)
- «Батя Ялалетдин» (1996)
- «Вечернее застолье» (совместно с А.Г. Хусаиновым) (2003)
- книгу «Мгновения жизни» (2004)
- дневники Мустая Карима (1978-1979)

Другие переводы:
- произведения Ахияра Хакимова: повести «Мост» (1978) и «Свадьба» (1983), роман «Плач домбры» (1988)
- пьеса Назара Наджми «Дуга с колокольчиками» (1979)
- повести и рассказы, вошедшие в книгу Тагира Тагирова «Три буранных дня» (1987)

Автор либретто балета «Страна Айгуль» (Башкирский государственный театр оперы и балета, 1971) и театральных инсценировок:
- «Луна и листопад» по повести Мустая Карима «Помилование» (в соавторстве с А.Г. Хусаиновым). Государственный академический русский драматический театр Республики Башкортостан, 2006.
- «Батя Ялалетдин». Национальный молодежный театр Республики Башкортостан имени Мустая Карима, 2007.
- «Петушиная мельница». Башкирский государственный театр кукол, 2010.

В авторском пересказе Ильгиза Каримова изданы башкирские народные сказки «40 небылиц Ерэнсэ» (2015).
Автор публицистических статей: «Уфа, Свердлова, 49» (газета «Республика Башкортостан», 20 октября 2004 г.), «Оттуда, из детства...» (журнал «Бельские просторы», № 10, 2009), «Посеяв любовь, пожинаю тоску...» (газета «Республика Башкортостан», 3 марта 2011 г.) и других.